# Foscott
Foscott – osada w Anglii, w hrabstwie Buckinghamshire, w dystrykcie (unitary authority) Buckinghamshire. Leży 80 km na północny zachód od centrum Londynu. W 2001 miejscowość liczyła 36 mieszkańców.